# Kaleidoscope (Tiësto)
Kaleidoscope è il quarto album del DJ trance olandese Tiësto, pubblicato il 6 ottobre 2009. L'album contiene collaborazioni con molti artisti di fama internazionale, fra cui Nelly Furtado, Emily Haines dei Metric, Tegan and Sara, Jónsi dei Sigur Rós, Kele Okereke dei Bloc Party e Calvin Harris. L'album inoltre contiene una collaborazione con Sneaky Sound System intitolata I Will Be Here, che è il primo singolo dell'album.

## Tracce
1. Kaleidoscope (feat. Jónsi) – 7:36
2. Century (feat. Calvin Harris) – 4:43
3. Feel It In My Bones (feat. Tegan and Sara) – 4:52
4. Who Wants To Be Alone (feat. Nelly Furtado) – 4:36
5. L.A. Ride – 4:13
6. Bend It Like You Don't Care – 3:23
7. Knock You Out (feat. Emily Haines) – 5:07
8. Louder Than Boom – 4:10
9. Surrounded By Light – 2:40
10. Escape Me (feat. CC Sheffield) – 4:18
11. You Are My Diamond (feat. Kianna) – 4:11
12. I Will Be Here (feat. Sneaky Sound System) – 3:26
13. I Am Strong (feat. Priscilla Ahn) – 5:39
14. Here on Earth (feat. Cary Brothers) – 4:56
15. Always Near – 1:34
16. It's Not The Things You Say (feat. Kele Okereke) – 3:15
17. Fresh Fruit – 5:24

## Classifiche

### Classifiche settimanali
| Classifica (2009) | Posizione massima |
| ----------------- | ----------------- |
| Russia            | 1                 |

### Classifiche di fine anno
| Classifica (2010) | Posizione |
| ----------------- | --------- |
| Russia            | 145       |